# Salticus furvus
Salticus furvus är en spindelart som beskrevs av Arthur Urquhart 1884 [1885. Salticus furvus ingår i släktet Salticus och familjen hoppspindlar. Inga underarter finns listade i Catalogue of Life.